# Erich-Mendelsohn-Preis für Backstein-Architektur

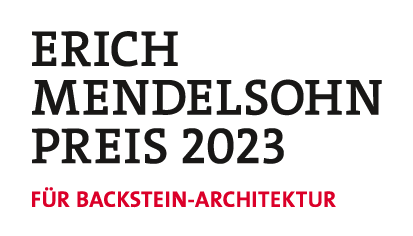
Logo Erich-Mendelsohn-Preis 2023 für Backstein-Architektur

Der Erich-Mendelsohn-Preis für Backstein-Architektur ist ein internationaler Architekturpreis, der von der „Initiative Bauen mit Backstein – Zweischalige Wand Marketing e. V.“ ausgelobt wird. Unterstützt wird der Preis durch den Bund Deutscher Architektinnen und Architekten (BDA) und verschiedene Architekturmedien. Seit 2008 zeichnet der Preis für Backstein-Architektur durch eine unabhängige Jury Projekte aus, die das Potenzial des traditionellen Baustoffs nutzen, um zeitgemäße sowie zeitlose Bauwerke zu schaffen. In den vergangenen Jahren wurden für den alle drei Jahre ausgelobten Preis mehr als 600 Einreichungen aus über 30 Ländern verzeichnet.

## Namensgebung
Der Preis für Backstein-Architektur heißt seit Oktober 2022 Erich-Mendelsohn-Preis für Backstein-Architektur. Zuvor war der Preis unter dem Namen Fritz-Höger-Preis für Backstein-Architektur ins Leben gerufen und bekannt geworden. Die Namensänderung wurde initiiert, nachdem eine von der Initiative Bauen mit Backstein angestoßene Studie des Historikers Thomas Großbölting dem ehemaligen Namensgeber Fritz Höger eindeutig nationalistische, völkische und rassistische Ansichten in der NS-Zeit bescheinigt hatte. Der Preis ist nun nach dem deutschen Baumeister und Architekten Erich Mendelsohn benannt und diesem gewidmet. Mendelsohn war ein bedeutender Architekt des 20. Jahrhunderts und einer der wichtigsten Vertreter der „dynamischen Moderne“ in Deutschland. Die Wahl Erich Mendelsohns betone den „innovativen und internationalen Anspruch“ des Preises. Mendelsohns Werk besteche durch seine Offenheit für Technologien seine Formsprache und seine fortschrittlichen Ideen zum Städtebau. Insbesondere sein visionärer Umgang mit Backstein, aber auch seine Offenheit für das Experimentieren und Kombinieren mit anderen Materialien zeichnen Mendelsohn für die Namensgebung des Preises aus.

## Überblick
Aufgrund seiner hohen Zahl an Einreichungen gehört der Erich-Mendelsohn-Preis für Backstein-Architektur mittlerweile zu den größten deutschen Architekturpreisen.
Prämiert werden Bauwerke, die das architektonische Potenzial des traditionellen Baustoffes Backstein zukunftsfähig nutzen und deren Realisierung ökonomische, ökologische wie auch gestalterische Aspekte in sich vereinen. Ziel des Wettbewerbs ist es, sowohl Architekturschaffenden als auch dem Produkt Backstein zu neuer Öffentlichkeit zu verhelfen. Backstein wird dabei als Oberbegriff für aus Ton gebrannte Fassadensteine verstanden, die auch als Vormauerziegel oder Klinker bekannt sind. Der Preis wird alle drei Jahre von der Initiative Bauen mit Backstein – Zweischalige Wand Marketing e. V ausgelobt und ist mit 10.000 Euro dotiert. Der Wettbewerb fand 2008, 2011, 2014, 2017 und zuletzt 2020 statt, noch unter dem vorherigen Namen Fritz-Höger-Preis für Backstein-Architektur. Am 9. Januar 2023 ist offiziell die sechste Runde des neu benannten Wettbewerbs unter dem Namen Erich-Mendelsohn-Preis 2023 für Backstein-Architektur gestartet. Bis zum 30. April 2023 können Projekte online über das Einreichungsportal des Preises eingereicht werden.
Mit der Verleihung 2014 wurde eine neue Systematik eingeführt, die seitdem folgende Auszeichnungen vorsieht: Grand Prix, Gold, Silber sowie Special Mention und Nominee.

## Teilnahme
Teilnahmeberechtigt sind Architekturschaffende sowie Gemeinschaften aus den Bereichen Architektur und Ingenieurswesen, die geistige Urheber der eingereichten Bauwerke sind. Die Einreichungen müssen folgende Voraussetzungen erfüllen:
1. Bauweise: Zur Einreichung zugelassen sind Bauwerke mit einem Konzept bzw. einer Konstruktion, deren wesentliches Merkmal die Anwendung von Backstein ist. Auslober und Jury zeigen sich aber aufgeschlossen für kreative Interpretationen und darüber hinaus gehende Anwendungen.
2. Bauzeit: Eingereicht werden können Backstein-Projekte, die ab dem 1. Januar 2018 fertiggestellt wurden. Bereits für den Fritz-Höger-Preis 2020 vorgelegte Objekte dürfen erneut eingereicht werden, sofern sie nicht für den Fritz-Höger-Preis 2020 nominiert wurden.

Außerdem wird seit der dritten Runde mit dem Newcomer-Award ein gesonderter Preis für den Architektur-Nachwuchs vergeben. Dieser richtet sich an Studenten, Absolventen und Nachwuchsarchitekten, deren Hochschulabschluss nicht länger als vier Jahre zurückliegt.

## Kategorien
Prämiert werden Projekte in den Kategorien:
- Einfamilienhaus/Doppelhaushälfte
- Wohnungsbau/Geschosswohnungsbau
- Büro- und Gewerbebauten
- Öffentliche Bauten, Sport und Freizeit

Zusätzlich werden Auszeichnungen in folgenden Bereichen vergeben:
- Sanierung/Nachhaltigkeit/Energieeffizienz

Zum vierten Mal wird mit dem Newcomer-Award ein gesonderter Preis für den Architektur-Nachwuchs ausgelobt.

## Jury
Die Beurteilung der eingereichten Objekte wird von einer unabhängigen Fachjury vorgenommen, deren Mitglieder von den Initiatoren des Erich-Mendelsohn-Preises für Backstein-Architektur berufen werden. Sie setzt sich aus Akteuren aus Architektur und Journalismus sowie Gewinnern aus den Vorjahren zusammen. Die Beratung der Jury erfolgt unter Ausschluss der Öffentlichkeit.
In die beiden Fachjurys des Erich-Mendelsohn-Preises 2023 für Backstein-Architektur wurden in diesem Jahr insgesamt acht Experten berufen.

### Hauptjury 2023
- Susanne Wartzeck (Präsidentin Bund Deutscher Architektinnen und Architekten)
- Ulrich Brinkmann (Redakteur Bauwelt)
- Fabrizio Barozzi (Barozzi Veiga, Grand-Prix-Gewinner 2020)
- Andrés Solíz Paz (Escobedo Soliz, Grand-Prix-Gewinner 2020)
- Silvia Schellenberg-Thaut (Atelier ST)

### Newcomer-Jury 2023
- Fabian Peters (Chefredakteur Baumeister)
- Benedikt Hotze (Pressereferent Bund Deutscher Architektinnen und Architekten BDA)
- Franziska Käuferle (Newcomer-Gewinnerin 2020)

## Preisträger

### Preisträger und Siegerprojekte 2023
| Preisträger                                             | Projekt                                                               | Auszeichnung                                                   |
| ------------------------------------------------------- | --------------------------------------------------------------------- | -------------------------------------------------------------- |
| HARQUITECTES, Barcelona (ES)                            | Clos Pachem Winery, Gratallops (ES)                                   | GRAND PRIX (Kategorie Büro- und Gewerbebauten)                 |
| ROBERTNEUN Architekten GmbH, Berlin                     | Quartier Heidestraße Core, Berlin                                     | WINNER GOLD (Kategorie Wohnungs- und Geschosswohnungsbau)      |
| Esch Sintzel GmbH, Architekten ETH BSA SIA, Zürich (CH) | „Gleistribüne“ Wohn- und Geschäftshäuser Zollstrasse-Ost, Zürich (CH) | WINNER GOLD (Kategorie Wohnungs- und Geschosswohnungsbau)      |
| PERIS+TORAL ARQUITECTES, Barcelona (ES)                 | SOCIAL ATRIUM (54 Social Houses in Besòs), Barcelona (ES)             | WINNER GOLD (Kategorie Wohnungs- und Geschosswohnungsbau)      |
| Erbar Mattes, London (UK)                               | Blockmakers Arms, London (UK)                                         | WINNER GOLD (Kategorie Einfamilienhaus/Doppelhaushälfte)       |
| Estudio MMX, Mexiko City (MX)                           | Jojutla Central Gardens, Jojutla (MX)                                 | WINNER GOLD (Kategorie Öffentliche Bauten, Sport und Freizeit) |
| dmvA, Mechelen (BE)                                     | Theater at Domain De Hoge Rielen, Kasterlee (BE)                      | WINNER GOLD (Kategorie Sanierung)                              |
| undjurekbrüggen, Berlin                                 | Luise 19E, Werder (Havel)                                             | WINNER GOLD (Kategorie Newcomer)                               |

### Vorherige Preisträger Grand Prix
- 2008: Königs Architekten GbR für den Neubau des Pfarrzentrum St. Franziskus
- 2011: Andreas Meck für das Dominikuszentrum München-Nordheide
- 2014: Álvaro Siza Vieira und Rudolf Finsterwalder für den Siza-Pavillon Insel Hombroich
- 2017: Caruso St John Architects für den Neubau der Bremer Landesbank
- 2020: Barozzi Veiga für den Bau des Musée cantonal des Beaux-Arts und Escobedo Soliz mit dem Nakasone House

### Vorherige Preisträger Gold (Auswahl)
- 2008, 2011: David Chipperfield
- 2014: Roger Boltshauser
- 2017: Renato Rizzi, Wulf Architekten
- 2020: Kuehn Malvezzi

Weitere Preisträger und Siegerprojekte der vergangenen Ausgaben sind unter dem ehemaligen Namen Fritz-Höger-Preis für Backstein-Architektur oder der Website zum Preis für Backstein-Architektur einzusehen.

## Belege
1. 1 2  Fabian Peters: Neuer Name für Fritz-Höger-Preis. In: Baumeister. 6. Juli 2022, abgerufen am 10. Januar 2023.
2. ↑  Erich-Mendelsohn-Preis für Backstein-Architektur | Ehemaliger Fritz Höger Preis hat neuen Namen erhalten. In: DBZ. 2. November 2022, abgerufen am 12. Januar 2023.
3. ↑  Thomas Großbölting: Fritz Höger | Eine politisch-professionelle Biografie. (PDF) Thomas Großbölting, Oktober 2022, abgerufen am 10. Januar 2023.
4. ↑  David Kasparek: Buch der Woche: Erich Mendelsohn Zurück ans Tageslicht. In: der architekt. BDA, 13. Mai 2022, abgerufen am 11. Januar 2023.
5. ↑  Initiative Bauen mit Backstein: Der große, leise Visionär. (PDF) In: Deutscher Ziegelpreis. Oktober 2022, abgerufen am 10. Januar 2023.
6. ↑  Erich-Mendelsohn-Preis für Backstein-Architektur. In: Bundesstiftung Baukultur. Abgerufen am 11. Januar 2023.
7. ↑  erich-mendelsohn-preis.com/entry
8. ↑  Teilnahmebedingungen | Erich-Mendelsohn-Preis. In: erich-mendelsohn-preis.com. Abgerufen am 20. Februar 2023.
9. ↑  Erich-Mendelsohn-Preis 2023 für Backstein-Architektur ausgelobt - Deutsche BauZeitschrift - die Architekturfachzeitschrift. Abgerufen am 20. Februar 2023.
10. ↑  Erfolgreich mit neuem Namen: Hohe internationale Resonanz für Preis für Backstein-Architektur. In: BundesBauBlatt. Abgerufen am 30. Juni 2023.
11. ↑  Erich-Mendelsohn-Preis für Backstein-Architektur | Die Sieger 2023. Abgerufen am 21. Februar 2025.
12. ↑  Backstein-Bauten | Erich-Mendelsohn-Preis. Abgerufen am 1. Februar 2023.